# Alameda (Málaga)
Alameda es un municipio español de la provincia de Málaga (Andalucía, España). Está situada al norte de la Comarca de Antequera, a 73 kilómetros de Málaga. El gentilicio de este municipio es 'alamedano/a' y a 1 de enero de 2021, la localidad contaba con 5.453 habitantes. Alameda toma su nombre a partir del arroyo de los Álamos que cruza el  municipio y fue el origen del pueblo moderno.

## Geografía
Alameda es el término municipal, cuya superficie es de unos  65 km2, que se sitúa más al norte de la provincia de Málaga, encorsetada entre las provincias colindantes de Córdoba y Sevilla. Se encuentra a unos 430 metros sobre el nivel del mar, siendo su punto más alto la Sierra de la Camorra (686 m) y su punto más bajo el lecho del río Genil (245 m).
En cuanto a precipitaciones, la media anual del municipio se sitúa en los  610 l/m² y la temperatura en los 16 °C. No obstante, a lo largo del año se dan amplias variaciones térmicas desde los 2 °C en la temporada más fría que oscila entre octubre y marzo a los 34 °C a los que se llega durante la temporada calurosa que se da entre mayo y septiembre.

## Historia
Los restos arqueológicos hallados en la zona demuestran que el sitio estuvo habitado desde el Neolítico y que el lugar donde se halla Alameda ha servido de base para varios asentamientos humanos. Así también, existen evidencias de un asentamiento íbero cuyos habitantes en el año 208 a. C, en pleno desarrollo de la segunda guerra púnica decidieron prender fuego al poblado para mantener su lealtad a Carthago.
Durante la época romana la localización geográfica de Alameda acentuó su importancia como enclave estratégico. Su término municipal se encontraba en la ubicación donde confluían tres de las calzadas más importantes de la Bética que unían Malaca, Hispalis y Corduba. Una de estas calzadas sigue cruzando el pueblo desde la Plaza de España hasta la Plaza de Andalucía. El pueblo romano gozó de gran prosperidad ya que, su casco urbano romano era similar al actual pero, a máxima representación de la Antigua Roma en Alameda se halla en las Termas Romanas que se conservan en el centro del pueblo.
Poco se sabe de Alameda durante el periodo árabe a pesar la importancia que tuvo en esta época la cercana ciudad de Antequera. Tan solo el hallazgo de un pequeño tesoro visigodo del siglo VI determina que pudo haber un asentamiento. No es hasta el siglo XVI cuando Alameda vuelve a renacer convirtiéndose en parte del Marquesado de Estepa. Dada su ubicación, ya bien reconocida durante la época romana, en el cruce de caminos entre Granada, Málaga y Sevilla el Marqués de Estepa decide levantar la parroquia de la Purísima Concepción en 1696 alrededor de la cual empezó a establecerse la población.
A partir de la primera mitad del siglo XIX, Alameda pasa a formar parte de la provincia de Málaga y constituye su primer Ayuntamiento en 1848. Es también durante este siglo cuando la estructura urbana de Alameda empieza a tomar forma la cual permanece similar en la actualidad. En el patio de la parroquia de la Purísima Concepción está enterrado José María Hinojosa Covacho, llamado "El Tempranillo", un famoso bandolero que cuando fue capturado recibió el indulto de Fernando VII a cambio de que se uniera a los migueletes, en la búsqueda y captura de los bandidos como él. Fue a cargo del pistolón de uno de estos bandidos, el apodado "El Barberillo", como murió entonces "El Tempranillo", siendo enterrado en dicha parroquia.
Durante el siglo XIX Alameda se convirtió en un sitio de bandoleros, de los cuales, el más famoso de la zona, "El Tempranillo" descansa en el patio de la parroquia de la Purísima Concepción. Su nombre de pila era José María Hinojosa Covacho, más tarde apodado  "El Tempranillo", un famoso bandolero que cuando fue capturado recibió el indulto de Fernando VII a cambio de que se uniera a los migueletes, en la búsqueda y captura de los bandidos como él. Fue a cargo del pistolón de uno de estos bandidos, el apodado "El Barberillo", en el cortijo de Buenavista como murió entonces "El Tempranillo".
Durante la Guerra Civil, Alameda permaneció durante un mes en el territorio leal a la República. La población se organizó en comités locales y milicias cuyo objetivo era incurrir en todos los locales y casas que estuviesen bajo la sospecha de poseer armas de fuego. Así también, se saquearon cortijos con el objetivo de arrebatar la cosecha de los patronos para repartirla entre aquellos que decidieron defender el pueblo de los insurrectos. Gran parte de los jóvenes decidió alistarse en el ejército republicano principalmente. Sin embargo, muchos de ellos fueron obligados a asistir a filas del ejército sublevado. Antes de ser tomada por el ejército sublevado, Alameda fue sitiada durante unos días, hasta que el 19 de agosto las tropas insurrectas dirigidas por Florencio Campos Marqués y Rafael Galisteo Burgos tomaron el municipio.
En la plaza de Andalucía, lo que se puede considerar hoy el centro del pueblo, se encuentra una lápida de 1994 que dice textualmente "El primer ayuntamiento republicano, constituido el 27 de junio de 1931, encargó la campana del reloj con los nombres de sus concejales en relieve, siendo tallados durante los desgraciados sucesos de 1936. Encontrándose hoy ilegibles, en su recuerdo se coloca esta placa".

## Geografía humana

### Demografía
Cuenta con una población de 5449 habitantes (INE 2024).
| Gráfica de evolución demográfica de Alameda entre 1842 y 2021                                                         |
| |
| Población de derecho según los censos de población del INE. Población de hecho según los censos de población del INE. |

### Economía

#### Evolución de la deuda viva municipal
| Gráfica de evolución de Deuda viva del Ayuntamiento de Alameda entre 2008 y 2020                                   |
| |
| Deuda viva del Ayuntamiento de Alameda en miles de euros según datos del Ministerio de Hacienda y Función Pública. |

## Política y administración

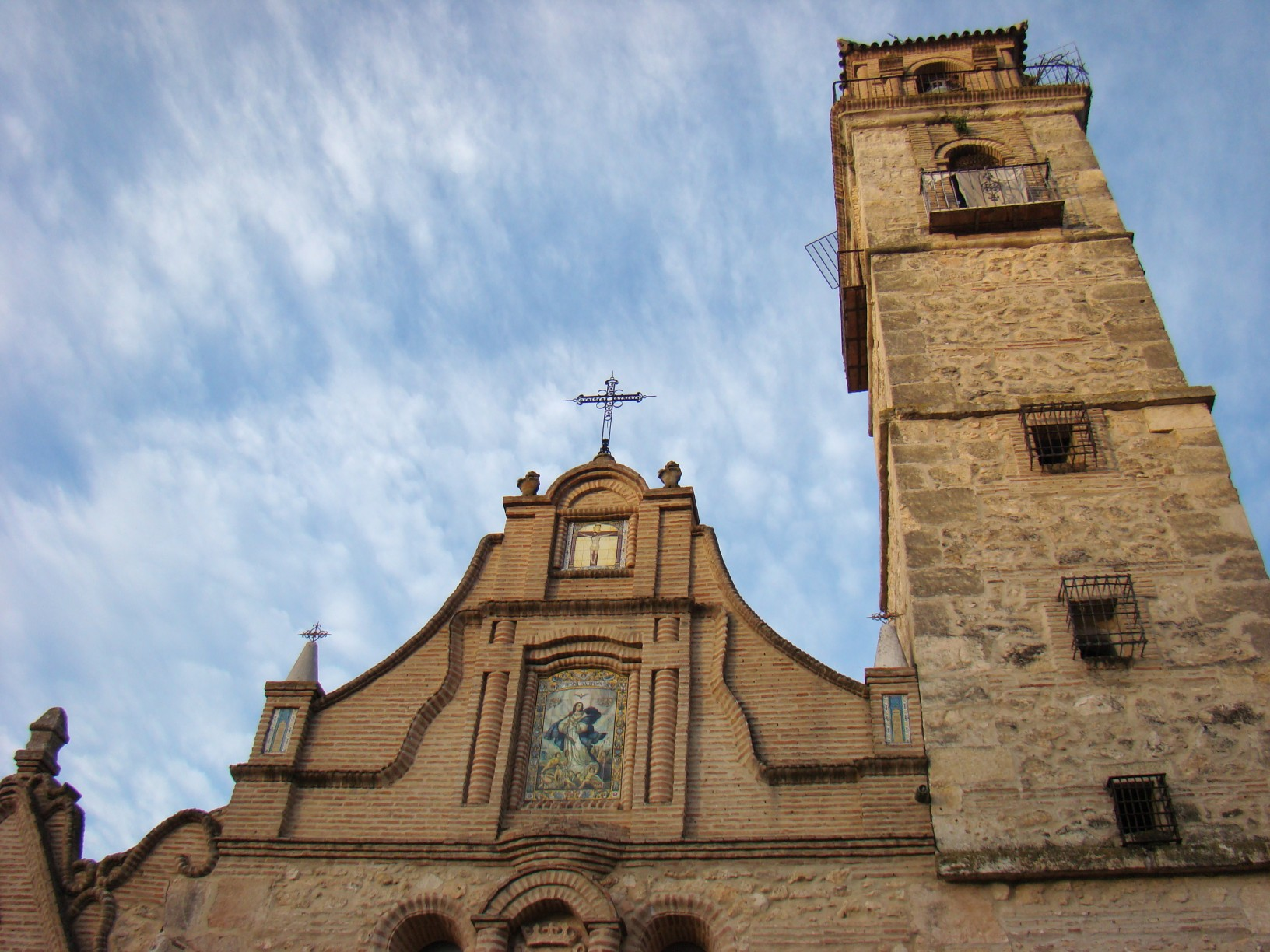
Iglesia de la Inmaculada Concepción.

La administración política del municipio se realiza a través de un Ayuntamiento de gestión democrática cuyos componentes se eligen cada cuatro años por sufragio universal. El censo electoral está compuesto por todos los residentes empadronados en Alameda mayores de 18 años y nacionales de España y de los restantes Estados miembros de la Unión Europea. Según lo dispuesto en la Ley del Régimen Electoral General, que establece el número de concejales elegibles en función de la población del municipio, la Corporación Municipal de Alameda está formada por 13 concejales. En la actual legislatura (2019-2023), Adelante tiene 9 concejales, frente a los 3 que tiene el Partido Socialista Obrero Español de Andalucía (PSOE-A), y 1 del Partido Popular Andaluz.
| Periodo   | Nombre                                            | Partido                |
| --------- | ------------------------------------------------- | ---------------------- |
| 1979-1983 | Rafael Rodríguez Hidalgo Antonio Cortes Pedrosa   | PCE-A                  |
| 1983-1987 | Francisco Rebola Molina Juan Torres Montero       | PSOE-A                 |
| 1987-1991 | Antonio Cortés Pedrosa Luciano Santillana Ramírez | IU-LV-CA PSOE-A        |
| 1991-1995 | José F.Torres Narbona                             | PA                     |
| 1995-1999 | José F.Torres Narbona                             | PA                     |
| 1999-2003 | José F.Torres Narbona                             | PA                     |
| 2003-2007 | José F.Torres Narbona                             | PA                     |
| 2007-2011 | Juan Lorenzo Pineda Claverías                     | IU-LV-CA               |
| 2011-2015 | Juan Lorenzo Pineda Claverías                     | IU-LV-CA               |
| 2015-2019 | Juan Lorenzo Pineda Claverías                     | IU-LV-CA Para la Gente |
| 2019-2023 | José García Orejuela                              | Adelante               |
| 2023-act. | José García Orejuela                              | IU-LV-CA               |

## Lugares de interés
- Termas romanas de Alameda.[14]
- Necrópolis calcolítica.
- Tumba del bandolero "José María el Tempranillo".
- Iglesia de la Purísima Concepción, en cuyo patio está la tumba del famoso bandolero.
- La cruz y mirador de la Camorra.

## Fiestas
Una de las fiestas de mayor arraigo en Alameda es la de la Noche de la Candelaria, que se celebra el 2 de febrero. De especial importancia es la celebración de la Semana Santa, que en Alameda se inicia el Domingo de Ramos con la popular Pollinica. Las procesiones vuelven a tomar las calles el Miércoles Santo y concluyen el Domingo de Resurrección. 
En el mes de febrero, 40 días antes de Semana Santa, se lleva a cabo el Carnaval. El primer día se efectúa el concurso de murgas, compuestas por diferentes grupos de jóvenes, donde se pueden escuchar tanto grupos de voces masculinas como femeninas. Dándole a la canción una composición y un tono humorístico y sarcástico. Dos días después tiene lugar el pasacalles de murgas y el concurso de premios. 
Los días 14 y 15 de mayo se celebra San Isidro, patrón del pueblo. La víspera se celebra un concurso de calles engalanadas con motivos florales. La noche acaba con una animada verbena popular. Al día siguiente tiene lugar la romería, a la que acuden numerosas carrozas adornadas, una vez fallado el concurso, las carrozas son destruidas y se procede a preparar un almuerzo en el campo. 
Agosto es el mes en que se desarrolla la Feria, con las típicas casetas donde el cante, el baile y la buena comida cumplen un papel destacado. Las música y los ritmos más actuales se alternan con la tradicional manifestación flamenca andaluza.

## Curiosidades
Es el lugar natal del jurista y financiero del siglo XIX Rafael de Rodas Hoyos. En el patio de la parroquia de la Purísima Concepción está enterrado José María Hinojosa Covacho, llamado "El Tempranillo", un famoso bandolero que cuando fue capturado recibió el indulto de Fernando VII a cambio de que se uniera a los migueletes, en la búsqueda y captura de los bandidos como él. Fue a cargo del pistolón de uno de estos bandidos, el apodado "El Barberillo", como murió entonces "El Tempranillo", siendo enterrado en dicha parroquia.
En la novela El Vizconde de Bragelonne de Alejandro Dumas, el antiguo mosquetero Aramis aparece como Embajador de España y Duque de Alameda.

## Gastronomía
En su gastronomía, cabe destacar: 
- Arroz: con conejo o con liebre.
- Dulces: pestiños, roscos, mostachones, magdalenas, mantecados artesanales.
- Migas: están elaboradas a base de pan y harina, a las que se le añade ajo, chorizo o morcilla. Porra antequerana: es el plato más conocido. Se elabora a base de pan, tomate, aceite de oliva, sal, ajo y pimiento, que queda todo mezclado dando como resultado una salsa de color rojizo; a ésta se le añade jamón serrano, pimiento verde, tomate natural, atún, huevos duros...
- Sopaipas: elaboradas con una masa trabajada con harina, agua, sal y bicarbonato. Una vez realizada la masa se deja media hora reposar tapada con un paño. Se calienta el aceite en una sartén con bastante profundidad. Mientras tanto, se trabaja la masa y se corta en rectángulos con un cuchillo. Para finalizar, se fríe en una sartén.[16]

## Artesanía
Como productos artesanales se realizan artículos de esparto, muebles de madera y especialmente sillería de anea. 